# Chef-kok

Chef-koks in opleiding bij de Raymond Blanc Cookery School in Oxford, Engeland

Een chef-kok (chef cuisinier), vaak afgekort tot chef, is het hoofd in een professionele keukenafdeling. Conform het rangensysteem geeft hij leiding aan de keukenbrigade en wordt daarbij bijgestaan door of vervangen door de sous-chef. De keuken is, mede door de visie van Auguste Escoffier, onderverdeeld in verschillende afdelingen. Hiernaast een organisatieschema van een keuken.
Een Chef de partie is verantwoordelijk over een gedeelte van de keuken. Hierbij heeft iedere chef de partie een eigen naam, waarbij meteen zijn afdeling duidelijk wordt. Enkele voorbeelden zijn:
- Saucier, voor sauzen, vlees, gevogelte en wild
- Rôtisseur, voor gerechten van/uit de grill, oven of frituur
- Entremetier, voor groenten, aardappelen, soepen, eiergerechten
- Poissonnier, voor vis
- Garde-manger, koude keuken
- Pâtissier, nagerechten, deeggerechten

Een amateurchef bestaat niet. Een amateurkok wel. Na een gedegen opleiding (ongeveer 3 jaar) mag men zich kok noemen. Als de kok gaat werken in een bestaande keuken zal hij of zij meestal niet direct een chef de partie worden maar onder leiding van een chef de partie werken. Tijdens deze periode is het aan te raden om een managementopleiding te volgen. Na verloop van tijd kan men chef de partie worden. Na verloop van tijd kan men dan chef-kok worden (maar meestal eerst sous-chef).
Het is een zware baan waarin je veel uren maakt, meestal in de avonduren en weekends. Men moet niet alleen kunnen koken maar ook beschikken over managementkwaliteiten.